# Daltonia decolyi
Daltonia decolyi là một loài rêu trong họ Daltoniaceae. Loài này được Broth. ex Gangulee mô tả khoa học đầu tiên năm 1977.